# Пауль Вацлавик
Пауль Вацлавик (нім. Paul Watzlawick; 25 липня 1921, Філлах — 31 березня 2007, Пало-Альто) — австрійський і американський психотерапевт і психолог. Застосував системний підхід в теорії міжособистісних комунікацій. Один із засновників радикального конструктивізму.

## Біографія
Пауль Вацлавик народився в заможній родині, середню освіту здобув в одному з приватних коледжів Відня. Під час навчання він зацікавився працями психологів і психіатрів і вирішив надалі займатися психологією. Закінчив Університет Ка' Фоскарі у Венеції за спеціальністю філологія і філософія, потім працював у Швейцарії.
Оскільки матеріальне становище молодого вченого дозволяло йому не дбати про заробіток, він вирішив цілком присвятити себе науці. Пауль Вацлавик займався проблемами соціальної психології. У 1960 р. йому запропонували очолити інститут в Пало-Альто (США), він погодився і залишив Європу. Працював у науково-дослідному інституті в Пало Альто під керівництвом Грегорі Бейтсона.
Вацлавик займався психотерапевтичною практикою, працюючи зі своїми пацієнтами, він не просто лікував, а ще й вивчав їхні проблеми. Результати багаторічного вивчення становили основу всіх його книг. Завдяки роботі Вацлавик зміг наповнити свої праці великою кількістю прикладів, з тим щоб зробити їх максимально зрозумілими для обивателя.
У 1967 р. він випустив книгу «Прагматика людських відносин», в якій він дає рекомендації, які можуть допомогти налагодити взаємини з оточенням або зберегти наявні.
З 1976 р. професор Стенфордського університету. У той же час вийшли дві його книги: «Наскільки реальна реальність» і знаменитий бестселер «Як стати нещасним без сторонньої допомоги». Остання книга являє собою своєрідний збірник «шкідливих порад». Насправді за цими жартівливими порадами стоять реальні психологічні механізми, що призводять до неврозів і стресів. Автор використовує гумор як один з психологічних механізмів. Основна думка, яку Вацлавик відобразив у цій роботі: щастя і душевного здоров'я кожної окремої людини залежить тільки від нього самого.